# Joseph Kalichstein
Joseph Chaim Kalichstein, né le 15 janvier 1946 à Tel Aviv, en Palestine mandataire et mort le 31 mars 2022 à Manhattan, New York, est un pianiste américain, connu en particulier comme membre d'un trio de musique de  chambre, avec Jaime Laredo et Sharon Robinson. Il est professeur à la  Juilliard School de New York.

## Biographie
Joseph Chaim Kalichstein, dit Yossi pour ses amis, est né le 15 janvier 1946 à Tel Aviv, en Palestine mandataire,,. Il est le troisième enfant de Yitzhak Kalichstein et de Mali Bendit.
Les parents de Joseph Kalichstein sont des fervents sionistes. Ils vont en Palestine mandataire dans les années 1920 puis retournent en Pologne avant de fuir ce pays et la Shoah, dont est victime le reste de la famille.

### Études
Joseph Kalichstein apprend à jouer du piano très jeune et suit des cours de Joshua Shor en Israël. Il entre à la  Juilliard School de New York en 1962.

## Pour approfondir